# Зафер Галибов
Зафер Исмаил Галѝбов е български фотограф-художник.

## Биография
Роден е на 2 март 1946 г. в София. Учи в техникума „Киров“. През 1975 г. завършва електроинженерство във Висшия машинно-електротехнически институт (сега – Технически университет), а през 2007 г. – културология във Философския факултет на Софийския университет. През 2014 г. защитава докторска дисертация в областта на фотографията към Института за изследване на изкуствата при Българската академия на науките.
През 1978 – 1979 е фоторедактор на модно списание „Лада“, през 1979 – 1981 – фотограф към архитектурен институт „Главпроект“, а през 1981 – 1991 – на сп. „Наша родина“. През 1996 – 1998 работи в „Малък градски театър зад канала“, а в периода 2001 – 2006 е фотограф-художник в Националната галерия за чуждестранно изкуство. От 2007 до 2010 г ръководи проект в секцията по дигитализация на научното и културноисторическо наследство към Института по математика и информатика при Българска академия на науките. Същевременно публикува в сп. „Българско фото“, „Отечество“, „Биограф“, в. „Литературен фронт“, „Еврейски вести“ и в други вестници и списания. От 1999 е хоноруван преподавател по прес-фотография във Факултета по журналистика и масови комуникации на Софийски университет. Активен участник и ръководител на представителен фотоклуб към читалище „Емил Шекерджийски“.
Професионално се интересува от сценична фотография, джаз, танц, театър, портрет, архитектура, голо тяло, пейзаж и фоторепортаж. Участва в научни експедиции в Непал през 1987 г. и в Антарктида през 2000 г. Реализира над 50 самостоятелни изложби, ок. 20 от които в чужбина – Париж, Виена, Тел Авив, Залцбург, Хелзинки, Москва, Варшава, Солун, Копенхаген, Вилнюс, Триест, Букурещ и др, а също и в Българската Антарктическа база на остров Ливингстън. В изложбата си от 2021 Homage използва нов технически метод за ръчно пренареждане на образа – модулна фотография.
Издава специален албум, посветен на Владимир Висоцки през 1994 г. в Амстердам. Публикува история на българската фотография за периода 1839 – 1959.

## Награди
- 2021 – Златен век – звезда и грамота от Министерство на културата
- 2017 – Златно перо от Съюза на българските журналисти за фотожурналистика
- 2016 – награда от Съюза на българските журналисти, Специален плакет, за цялостна дейност
- 2007 – награда Златно перо за принос в областта на културата по случай 24 май
- 2002 – сертификат за оценител на произведения на изкуството към аукционна къща Etude Tajan
- 2001 – стипендиант на френското правителство за фотографиране на трансмузикалния фестивал в Рен, Франция
- 1993 – бронзов медал и сертификат от конкурс на ЮНЕСКО
- 1992 – награда на Експореклама, НДК, София
- 1990 – сертифиакат Jerusalem cloak, Израел
- 1982 – сертификат на фабрика за филми Orwo
- 1980 – медал на Литовското фотографско общество, София
- 1976 – голямата награда за цветна фотография в Троян
- 1974 – диплома за фотограф-художник

### Интервюта
- Фотографите на българските революционери - интервю на Горан Благоев в „Памет без давност“ по телевизия Евроком, 01.04.2023
- Премълчаната история на Протагонистите - интервю на Румен Леонидов в "Премълчаната история" по радио "Христо Ботев", 23.03.2023
- Началата на паметта ни във фотографски образи - интервю на Мариана Ганчева в "Какво се случва" по радио "Христо Ботев, 21.03.2023
- Фотоалбумът на Зафер Галибов "Протагонистите - Тома и Никола от фотографската фамилия Хитрови" - интервю на Юрий Дачев в "Рецепта за култура" по БНТ2
- https://bnt.bg/news/fotoizlozhba-na-zafer-galibov-v-galeriya-knizharnica-sofi-pres-v294046-293800news.html?page=5 - интервю на Юрий Дачев  в „Рецепта за култура“ по БНТ2, 03.04.2021
- Почит към кумирите – разговор със Зафер Галибов за фотографиите, които се превръщат в свидетелства сп. Култура, бр. 5, май 2021
- Изложба модулна фотография на Зафер Галибов, интервю на Мариана Барух, сп. Факел, 10.04.2021
- Фотографът Галибов представя книгата си „Светлописите“, интервю на Нели Бистрашка, БНР, 12.10.2017
- Истории от личния музей – Зафер Галибов за „спомените“ на фотографията, БНР, 30 януари 2017
- Зафер Галибов: Животът е кратък, прекрасното е вечно, интервю на Борис Данков, в. „Дума“, бр. 231, 8 октомври 2015
- Зафер Галибов: Фотографията ми е любовница, интервю на Теодора Станкова, сп. „Бела“, януари 2010
- Зафер, неуморниот ветар, интервю на Ивана Jовичик, сп. Фотон Арт, бр. 2, юни 2005, Скопие